# Safia abscisa
Safia abscisa är en fjärilsart som beskrevs av William Schaus 1911. Safia abscisa ingår i släktet Safia och familjen nattflyn. Inga underarter finns listade.